# Grafs middelste groene kikker
Grafs middelste groene kikker (Pelophylax kl grafi) is een kikker uit de familie echte kikkers (Ranidae). De soort wordt ook wel Grafs bastaardkikker genoemd. De soort werd voor het eerst wetenschappelijk beschreven door Pierre André Crochet, Alain Dubois, Annemarie Ohler en Heinz G. Tunner in 1995. Oorspronkelijk werd de wetenschappelijke naam XX gebruikt.

## Uiterlijke kenmerken
Naar deze vrij onbekende en pas in 1995 erkende soort is nog geen goed onderzoek gedaan, waardoor nog veel onbekend is over de kikker. Van de enkele opgemeten vrouwtjes blijkt dat ze ongeveer 7 tot 8 centimeter lang worden, maar vermoed wordt dat de soort gemiddeld groter wordt. Algemene kenmerken zijn de bruine kleur, dorsolaterale lijsten aan weerszijden van de rug, een lichtere streep op het midden van de rug en een vrij spitse, afgeplatte snuit. Het onderscheid met andere soorten is nog niet bestudeerd, waardoor de determinatie soms niet mogelijk is.

## Klepton
Het tussenvoegsel kl staat voor klepton, omdat de soort eigenlijk een kruising is tussen twee andere soorten; de Iberische meerkikker (Rana perezi) en de middelste groene kikker (Pelophylax kl. esculenta), deze laatste soort is eveneens een kruising. Net als andere kleptons kan de kikker een deel van het erfelijk oudermateriaal uitschakelen, bij een kruising van de Iberische meerkikker en de eetbare groene kikker wordt het erfelijke deel van de laatste soort uitgeschakeld tijdens de meiose. Hierdoor hebben de geslachtscellen steeds alleen chromosomen van de eetbare groene kikker.

## Voorkomen en levenswijze
Grafs middelste groene kikker komt voor in de zuidelijke kuststreek van Frankrijk tot in het Iberisch Schiereiland in noordoostelijk Spanje. De kikker heeft een terrestrische levenswijze en leeft van kleine ongewervelden. Over de biologie is verder weinig bekend.